# Gluškovo
Gluškovo (in russo Глушково?) è un insediamento operaio della Russia europea, nell'oblast' di Kursk; è il centro amministrativo del distretto Gluškovskij.
Si trova sulla riva sinistra del fiume Sejm, 150 km a sud-ovest di Kursk.